# Camponotus rufigaster
Camponotus rufigaster é uma espécie de inseto do gênero Camponotus, pertencente à família Formicidae.